# نشیمنگاه
نشیمَنگاه، کون،کَپَل، لُمبَر، سُرین، یا ماتحت، بخش گردی از آناتومی و قسمت پشتی انسان و اکثر پستانداران را تشکیل می‌دهد که در بالای ران قرار دارد.
در میان انسان‌ها، نشیمنگاه میان بخش پایین کمر و میان‌دوراه، قرار دارد. برخی، آن را «باسن» می‌گویند که در واقع، واژه‌ای فرانسوی به‌معنای لگن خاصره یا همان باسن است.
باسن انسان در واقع از تودهٔ ماهیچه‌ای سُرینی، تشکیل شده‌است که توسط لایهٔ چربی، پوشیده شده‌است و دو تودهٔ ماهیچهٔ سرینیِ چپ و راست توسط خطی از یکدیگر، جدا شده‌اند. در پشت این ماهیچه‌ها، استخوان لگن خاصره، قرار دارد. دو تودهٔ ماهیچه سرینی بزرگ، بزرگ‌ترین عضلات بدن انسان هستند.
هنگامی که بدن از ناحیهٔ کمر خم می‌شود، باسن، بدن را به وضعیت عمودی برمی‌گرداند و هنگام راه رفتن یا دویدن، بدن را از طریق کشش بیشتر ساق (ران) به جلو می‌راند. در حالت نشسته، باسن وزن بالاتنه بدن را تحمل کرده و وزن آن را از روی پاهای فرد برمی‌دارد.
در انسان‌ها، زنان غالباً باسن‌های دارای چربی‌های زیرجلدیِ قطورتر و پهن‌تر هستند. زیبایی‌شناسی جنسیِ باسن از فرهنگی به فرهنگ دیگر و از فردی به فرد دیگر متفاوت است؛ حتی مُد هم بر این زیبایی‌شناسی مؤثر است. در بسیاری از فرهنگ‌ها، از باسن برای تنبیه بدنی استفاده می‌شود؛ زیرا لایهٔ چربی زیر جلدیِ باسن از صدمه دیدن در برابر خطرات محافظت می‌کند امّا امکان ایجاد درد را نیز فراهم می‌کند.
به‌طور کلی با توجه به اتفاقاتی که در دوران بلوغ جنسی رخ می‌دهد، زنان دارای باسن بزرگ‌تر و قطورتری نسبت به مردان هستند که بخشی از آن ناشی از تأثیر هورمون استروژن در بزرگ شدن مفصل ران و لگن است و بخش دیگر آن نیز به این علت است که بخشی از چربی‌های انباشته‌شده در بدن زنان در قسمت باسن آن‌ها انباشته می‌شود (برخلاف مردان که غالب تودهٔ چربی در شکم آن‌ها انباشته می‌شود).

## نام
در برابر دُبُرْ، قبل (با قاف و با مضموم) وجود دارد که همان جلوی مرد و زن است (اندام پیش)

## پزشکی
باسن از بخش بزرگی چربی و ماهیچه تشکیل شده‌است. همچنین باسن نرم‌ترین قسمت انسان شناخته می‌شود که در تزریق ماده داخل آمپول این امر دلالت دارد.

## کالبدشناسی
باسن توسط توده‌های ماهیچه‌های سرینی (عضله ماهیچه سرینی بزرگ و ماهیچه سرینی میانه) تشکیل شده‌است که توسط یک لایه چربی روی هم قرار گرفته‌اند. قسمت بالایی باسن به ستیغ تهیگاهی ختم می‌شود و قسمت پایینی با خط افقی سرینی مشخص می‌شود. ماهیچه سرینی بزرگ دارای دو نقطه محل اتصال است: ۱/۳ قسمت بالایی خط خشن استخوان ران، و قسمت بالایی نوار تهیگاهی‌درشت‌نئی. توده‌های عضله سرینی بزرگ توسط یک شکاف میان‌سرینی یا «خط» که مقعد در آن قرار دارد از هم جدا می‌شوند.
باسن این اجازه را به پستانداران می‌دهد که بدون قرار دادن وزن خود بر روی پاها، مانند حیوانات چهارپا، صاف بنشینند. برخی از گونه‌های خاص جنس مادهٔ عنتر دم‌کوتاه، باسن قرمزرنگ دارند که برای جذب جنس نر سرخ می‌شود. در میان انسان‌ها، زنان به دلیل چربی زیرپوستیِ بیشتر و باسن به نسبت پهن‌تر، باسن‌های بزرگ‌تر و ضخیم‌تری نسبت به مردان دارند. باسن در انسان نیز نقش بسزایی در حرکت رو به جلوی بدن و کمک به حرکات روده دارد.
برخی از عنترهای دم‌کوتاه و همه میمون‌های درازدست، اگرچه پوشیده از خز هستند، اما روی باسن‌هایشان پینه‌های برهنه مشخصی دارند. در حالی که کودکان انسان به‌طور کلی باسن‌های صاف و بدون مو دارند، مردان و زنان بالغ، مانند سایر قسمت‌های بدنشان درجات مختلفی از رشد مو دارند. موی باسن در زنان ممکن است در شکاف سرینی (از جمله در اطراف مقعد) رشد کند، که گاهی به صورت جانبی روی قسمت پایین گونه‌های باسن امتداد می‌یابد. مردان ممکن است روی برخی از قسمت‌ها یا تمام باسن خود رشد مو داشته باشند.

## رامپولوژی
رامپولوژی (Rumpology) علم ساختار باسن انسان است. معمولاً فرم باسن مردها مربع و زنان قلبی است.

## در فرهنگ
مولوی:
| آن یکی نایی که خوش نی می‌زدست  |  | ناگهان از مقعدش بادی بجست   |
| نای را بر کون نهاد او که ز من |  | گر تو بهتر می‌زنی، بستان بزن |

سعدی:
| محتسب کونبرهنه در بازار |  | قحبه را می‌زند که روی بپوش |

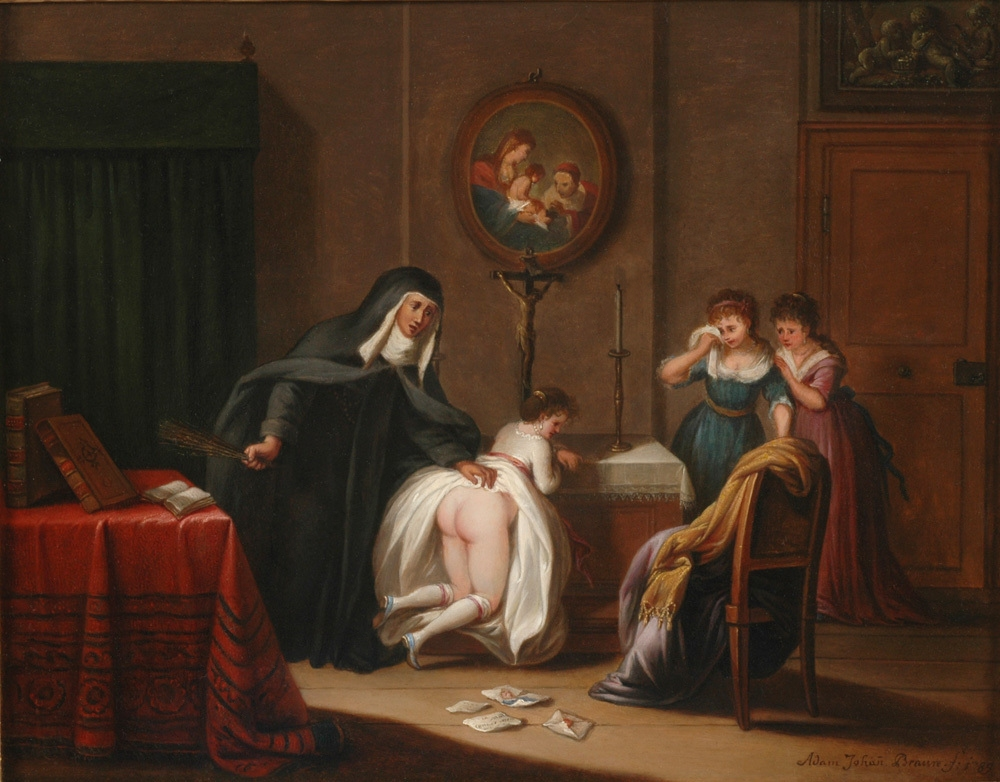
یک نقاشی از تنبیه دختری توسط یک راهبه.

در فرهنگ مردم، اکثر فرهنگ‌ها و مناطق، لگد زدن با پا یا ضربه زدن به‌وسیلهٔ زانو به باسن فردی دیگر، موجب تحقیر و توهین فرد مضروب است. این ضربه ازنظر جسمی و فیزیولوژیکی، درد و آسیبی در پی ندارد؛ اما در اغلب فرهنگ‌ها به‌منزلهٔ توهین، تحقیر و خصومت با فردی است که به نشیمنگاه او ضربه زده می‌شود.
درکونی نوعی تنبیه بدنی است که در آن با دست یا وسیله‌ای ضربه‌هایی به باسن شخص وارد می‌کنند. این ضربه‌ها، دردهای کوتاهی ایجاد می‌کنند. در برخی از فرهنگ‌ها، تنبیه کردن زنان، توسط مرد خانواده یا شوهر وجود دارد و در برخی موارد از رسم‌های رایج است. این نوع تنبیه که از آن به عنوان خشونت‌های خانگی هم یاد می‌شود به خاطر افزونی قدرت فیزیکی مرد نسبت به زن یا اینکه به‌طور سنتی مرد رئیس خانواده است بر روی زنان نسبت به مردان بیشتر صورت می‌گیرد. همچنین درکونی زدن در بخشی از بازی‌های جنسی برای برانگیختن شهوت و تحریک جنسی نیز به روش‌های مختلف به کار می‌رود.

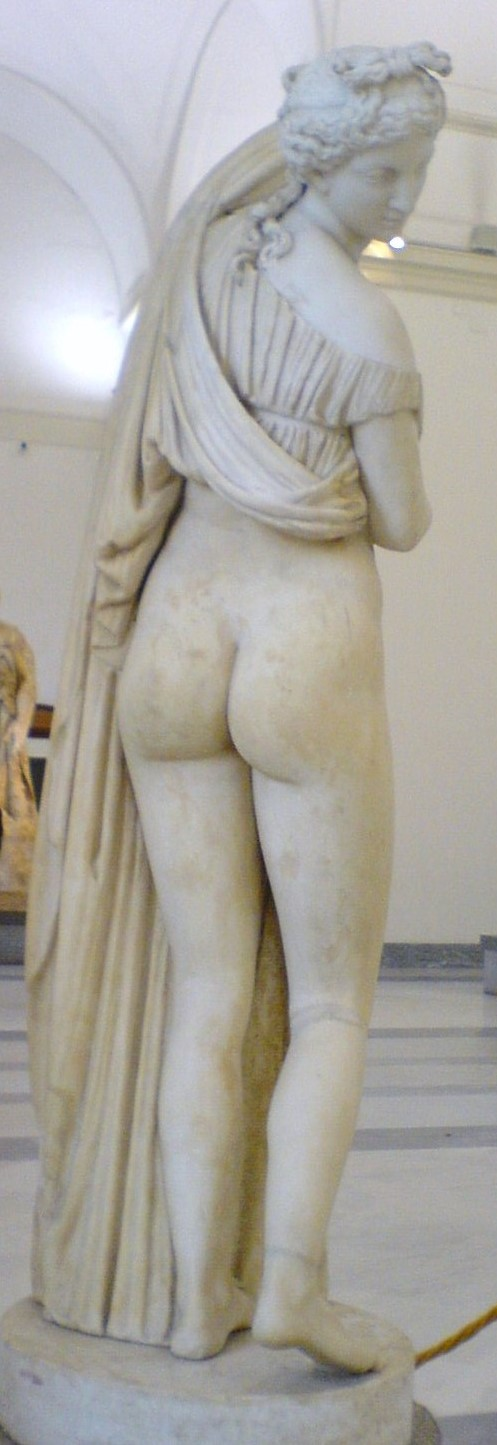
باسن ونوس

سارا بارتمن به علت داشتن Steatopygia در سرتاسر بریتانیا به نمایش گذاشته می‌شد و مردم را سرگرم می‌کرد. بارتمن مردمان زیادی را با نمایش باسن خود شکه می‌کرد. مردان و زنان بسیار برای دیدن اندام عجیب او گرد وی جمع می‌شدند و فقط تماشا می‌کردند. نمایش او سالهای اندکی پس از گذراندن قانون تجارت برده یک رسوایی خلق کرد.

### مونینگ
به نشان دادن باسن مونینگ گفته می‌شود. در کشورهای انگلیسی‌زبان، عملِ مونینگ کاربردهای نظیرِ نشان‌دادنِ اعتراض، تحقیر، بی‌احترامی یا تحریک و برانگیختگی دارد. این عمل همچنین برای ایجاد شوک اجتماعی، تفریح یا نوعی از بدن‌نمایی هم انجام می‌شود. در برخی حوزه‌های قضایی و قانونی، این عمل نوعی نمایشِ ناپسند و مجرمانهٔ بدن محسوب می‌شود.

### بیرچینگ
بیرچینگ یکی از انواع شکنجه بر باسن است. این عمل معمولاً در زندان‌ها انجام می‌شده ست.

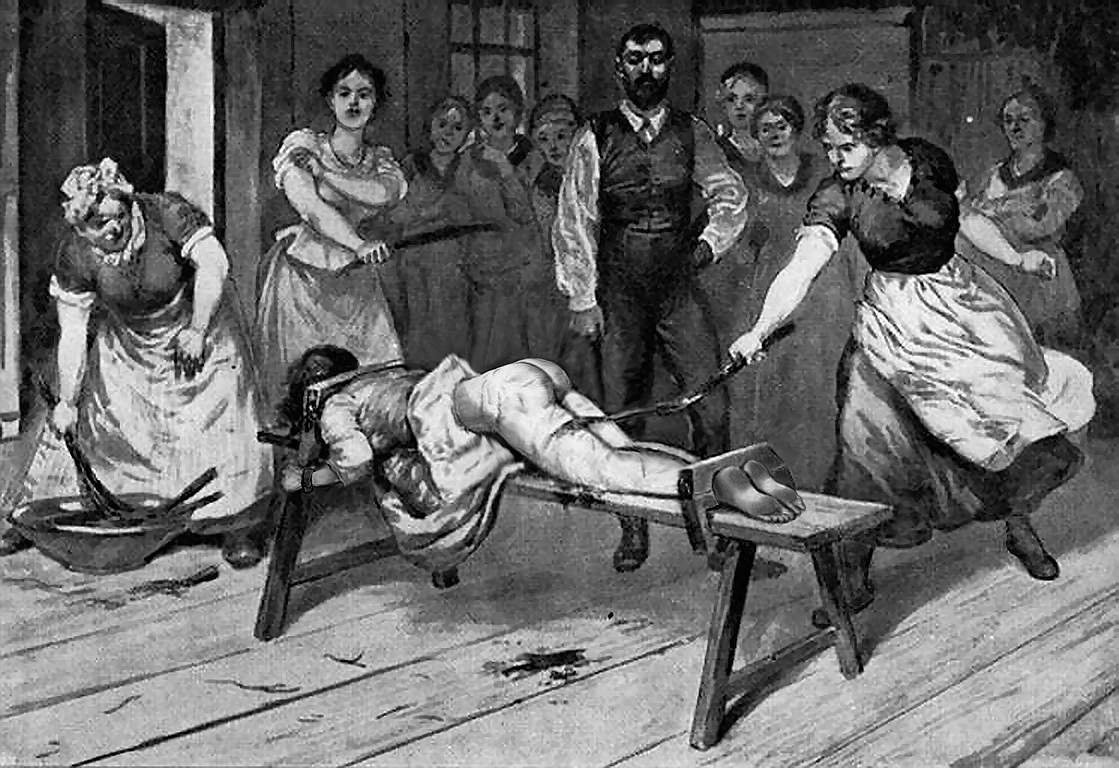
بیرچینگ (Birching) یک زن در زندان در ایالات متحده